# Testudinella emarginula
Testudinella emarginula är en hjuldjursart som först beskrevs av Soili Kristina Stenroos 1898.  Testudinella emarginula ingår i släktet Testudinella och familjen Testudinellidae. Arten är reproducerande i Sverige. Inga underarter finns listade i Catalogue of Life.